# 다니 에르난데스
다니엘 다니 에르난데스 산토스(스페인어: Daniel 'Dani' Hernández Santos, 1985년 10월 21일 ~ )는 베네수엘라의 축구 선수다.